# Dryopteris nigropaleacea
Dryopteris nigropaleacea là một loài thực vật có mạch trong họ Dryopteridaceae. Loài này được (Fraser-Jenk.) Fraser-Jenk. miêu tả khoa học đầu tiên năm 1982.